# Rachispoda trichopyga
Rachispoda trichopyga är en tvåvingeart som beskrevs av Wheeler 1995. Rachispoda trichopyga ingår i släktet Rachispoda och familjen hoppflugor. Inga underarter finns listade i Catalogue of Life.